# Freiherr-vom-Stein-Gymnasium (Betzdorf/Kirchen)
Das Freiherr-vom-Stein-Gymnasium ist ein Gymnasium in Betzdorf, Rheinland-Pfalz.

## Geschichte
Die Höhere Knabenschule zu Betzdorf wurde am 13. Mai 1901 mit 53 Schülern in den Klassen der Sexta, Quinta und Quarta eröffnet. 1904 schlossen sich die beiden Knabenschulen Betzdorf und Kirchen zum Progymnasium Betzdorf/Kirchen zusammen. 1906 wurde ein neues Schulhaus bezogen. 1914 kam es zur ersten Abiturprüfung.
1929 kam ein neuer Gebäudetrakt hinzu.
Nachdem die Schäden des Zweiten Weltkrieges repariert waren, konnte die Schule 1952 als Neusprachliches Gymnasium Betzdorf/Sieg eingeweiht werden. 1963 kam ein Mathematisch-Naturwissenschaftlicher Zweig hinzu. Am 18. Dezember wurde in einer Einweihungsfeier der Name in Staatliches Freiherr-vom-Stein-Gymnasium geändert.
1975 änderte man das Abitursystem in die Form der Mainzer Studienstufe (MSS).
1989 erfolgte dann die endgültige Namensänderung in Freiherr-vom-Stein Gymnasium Betzdorf-Kirchen. 1998 wurde die Schule UNESCO-Projektschule. Die UNESCO-Urkunde wurde am 3. Juli 1998 im Rahmen eines Schulfests überreicht.
In der Nacht vom 21. auf den 22. August 2008 brannte der Dachstuhl der älteren der beiden Turnhallen völlig aus. Dabei wurde die Aula nicht in Mitleidenschaft gezogen. Der neue, erst wenige Wochen zuvor eingerichtete Informatikraum im Gebäude der Halle ging komplett verloren, das Schulgebäude selbst jedoch blieb unbeschadet.

## Persönlichkeiten
Der Kabarettist Matthias Deutschmann ging hier zur Schule, der Profi-Fußballspieler Sascha Mockenhaupt (SV Wehen Wiesbaden) und der Bischof von Limburg Georg Bätzing. Zu den Abiturienten gehört auch der Journalist Christian Lindner, Chefredakteur der Rhein-Zeitung, sowie die Schriftstellerin Katharina Schultens. Der Pianist Hiroshi Kajiwara wohnte viele Jahre im Raum Betzdorf, gab auch ein Klavierkonzert in der Aula des Gymnasiums. Schüler des Gymnasiums erhielten damals Klavierunterricht von ihm.